# Orbey
Orbey es una localidad y comuna francesa, situada en el departamento de Alto Rin, en la región de Alsacia.

## Démographie
| 3160 | 3236 | 3369 | 3114 | 3382 | 3548 |
| Para los censos de 1962 a 1999 la población legal corresponde a la población sin duplicidades (Fuente: INSEE [Consultar]) |      |      |      |      |      |